# EuroChallenge 2014-2015
Navigation
Édition précédente
L'EuroChallenge de basket-ball 2014-2015 est la 12e édition de la troisième compétition européenne de clubs dans la hiérarchie du basket-ball européen.

## Équipes participantes
Trente-deux équipes participent à l'édition 2014-2015 de l'EuroChallenge. Cette année, il n'y a pas de tour de qualification. Les trente-deux équipes sont réparties dans huit groupes de quatre équipes. Les deux premières équipes de chaque groupe participent au tour suivant.
| Belgique (Ethias)         | 3 | Okapi Aalstar (2)         | Belfius Mons-Hainaut (3)             | Port of Antwerp Giants (4) |
| Roumanie (Divizia A)      | 3 | CSM Oradea (2)            | U-BT Cluj-Napoca (4)                 | CS Energia Rovinari (8)    |
| Turquie (TBL)             | 3 | Uşak Sportif (7)          | Tofaş Spor Kulübü (8)                | Trabzonspor Basketball (9) |
| Allemagne (BBL)           | 2 | Ratiopharm Ulm (7)        | Francfort Skyliners (11)             |                            |
| Finlande (Korisliiga)     | 2 | Joensuun Kataja (2)       | KTP Basket (4)                       |                            |
| France (LNB)              | 2 | Le Mans Sarthe Basket (5) | JSF Nanterre (9)                     |                            |
| Hongrie (MKNB)            | 2 | Atomerőmű SE (3)          | BC Körmend (8)                       |                            |
| Italie (LegA)             | 2 | New Basket Brindisi (6)   | Pallacanestro Biella (2nde division) |                            |
| Russie (VTB League)       | 2 | Ienisseï Krasnoïarsk (8)  | Avtodor Saratov (1er 2nde division)  |                            |
| Suède (Basketligan)       | 2 | Södertälje Kings (1)      | Borås Basket (3)                     |                            |
| Autriche (ÖBB)            | 1 | UBC Güssing Knights (1)   |                                      |                            |
| Biélorussie (BPL)         | 1 | BC Tsmoki-Minsk (1)       |                                      |                            |
| Bulgarie (NBL)            | 1 | Academic Sofia (2)        |                                      |                            |
| Danemark (Basketligaen)   | 1 | Bakken Bears (1)          |                                      |                            |
| Estonie (EMKL)            | 1 | Tartu Ülikool/Rock (2)    |                                      |                            |
| Kazakhstan (SKL)          | 1 | BC Astana (1)             |                                      |                            |
| Lituanie (KBL)            | 1 | KK Šiauliai (6)           |                                      |                            |
| Pays-Bas (FEB Eredivisie) | 1 | SPM Shoeters (2)          |                                      |                            |
| Portugal (LPB)            | 1 | Benfica Lisbonne (1)      |                                      |                            |

Légende :
- Vainqueur
- Finaliste
- 3e place
- 4e place
- Éliminé en quart de finale
- Éliminé lors du Last 16
- Éliminé lors de la phase régulière

## Déroulement de la compétition
La compétition est ouverte à trente-deux équipes. Ces clubs se disputent les seize places qualificatives pour le tour suivant lors d'une phase régulière, composée de huit groupes formés chacun de quatre équipes. 
Les deux premières équipes de chaque groupe se qualifient pour un Last 16. Celui-ci se déroule également sous la forme de championnat : quatre groupes de quatre équipes, dont les deux premières sont qualifiées pour les quarts de finale. À partir de ce stade, la compétition est disputée sous la forme des matches à élimination directe, en deux (quarts) ou une seule rencontre (demies et finale).

### Chapeaux
Conférence 1
| Pots pour tirage au sort des groupes de la saison régulière           | Pots pour tirage au sort des groupes de la saison régulière | Pots pour tirage au sort des groupes de la saison régulière           | Pots pour tirage au sort des groupes de la saison régulière            |
| Pot 1                                                                 | Pot 2                                                       | Pot 3                                                                 | Pot 4                                                                  |
| --------------------------------------------------------------------- | ----------------------------------------------------------- | --------------------------------------------------------------------- | ---------------------------------------------------------------------- |
| Port of Antwerp Giants Okapi Aalstar Joensuun Kataja Södertälje Kings | KTP Basket Bakken Bears Belfius Mons-Hainaut SPM Shoeters   | JSF Nanterre Le Mans Sarthe Basket Ratiopharm Ulm Francfort Skyliners | New Basket Brindisi Pallacanestro Biella Borås Basket Benfica Lisbonne |

Conférence 2
| Pots pour tirage au sort des groupes de la saison régulière       | Pots pour tirage au sort des groupes de la saison régulière | Pots pour tirage au sort des groupes de la saison régulière             | Pots pour tirage au sort des groupes de la saison régulière |
| Pot 1                                                             | Pot 2                                                       | Pot 3                                                                   | Pot 4                                                       |
| ----------------------------------------------------------------- | ----------------------------------------------------------- | ----------------------------------------------------------------------- | ----------------------------------------------------------- |
| BC Tsmoki-Minsk Tartu Ülikool/Rock Tofaş Spor Kulübü Atomerőmű SE | Ienisseï Krasnoïarsk CSM Oradea BC Körmend U-BT Cluj-Napoca | Avtodor Saratov Uşak Sportif Trabzonspor Basketball CS Energia Rovinari | UBC Güssing Knights Academic Sofia KK Šiauliai BC Astana    |

## Phase régulière

### Groupe A
| Rang | Équipe              | Pts | J | G | P | Pp  | Pc  | Diff |  | Résultats (dom.\ext.) |       |         |       |       |
| ---- | ------------------- | --- | - | - | - | --- | --- | ---- |  | --------------------- | ----- | ------- | ----- | ----- |
| 1    | New Basket Brindisi | 11  | 6 | 5 | 1 | 496 | 400 | 96   |  | New Basket Brindisi   |       | 76-62   | 88-70 | 90-69 |
| 2    | SPM Shoeters        | 9   | 6 | 3 | 3 | 498 | 499 | -1   |  | SPM Shoeters          | 71-69 |         | 87-76 | 88-72 |
| 3    | Ratiopharm Ulm      | 9   | 6 | 3 | 3 | 477 | 467 | 10   |  | Ratiopharm Ulm        | 76-77 | 91-82   |       | 88-62 |
| 4    | Södertälje Kings    | 7   | 6 | 1 | 5 | 441 | 546 | -105 |  | Södertälje Kings      | 52-96 | 115-108 | 71-76 |       |

Victoire 115-108 (84-84, 99-99) du Södertälje Kings contre SPM Shoeters après deux prolongations.

### Groupe B
| Rang | Équipe              | Pts | J | G | P | Pp  | Pc  | Diff |  | Résultats (dom.\ext.) |       |       |       |       |
| ---- | ------------------- | --- | - | - | - | --- | --- | ---- |  | --------------------- | ----- | ----- | ----- | ----- |
| 1    | Tartu Ülikool/Rock  | 10  | 6 | 4 | 2 | 428 | 420 | 8    |  | Tartu Ülikool/Rock    |       | 66-59 | 81-83 | 71-59 |
| 2    | CS Energia Rovinari | 9   | 6 | 3 | 3 | 428 | 435 | -7   |  | CS Energia Rovinari   | 74-56 |       | 73-72 | 72-67 |
| 3    | BC Körmend          | 9   | 6 | 3 | 3 | 447 | 460 | -13  |  | BC Körmend            | 72-79 | 77-76 |       | 63-76 |
| 4    | Academic Sofia      | 8   | 6 | 2 | 4 | 447 | 435 | 12   |  | Academic Sofia        | 73-75 | 97-74 | 75-80 |       |

Victoire 72-67 (63-63) du CS Energia Rovinari contre Academic Sofia après une prolongation.

### Groupe C
| Rang | Équipe              | Pts | J | G | P | Pp  | Pc  | Diff |  | Résultats (dom.\ext.) |       |       |         |         |
| ---- | ------------------- | --- | - | - | - | --- | --- | ---- |  | --------------------- | ----- | ----- | ------- | ------- |
| 1    | Okapi Aalstar       | 11  | 6 | 5 | 1 | 557 | 507 | 50   |  | Okapi Aalstar         |       | 94-59 | 119-118 | 103-100 |
| 2    | Francfort Skyliners | 10  | 6 | 4 | 2 | 464 | 421 | 43   |  | Francfort Skyliners   | 80-58 |       | 70-72   | 74-64   |
| 3    | Borås Basket        | 9   | 6 | 3 | 3 | 153 | 170 | -17  |  | Borås Basket          | 67-91 | 72-87 |         | 90-70   |
| 4    | Bakken Bears        | 6   | 6 | 0 | 6 | 457 | 539 | -82  |  | Bakken Bears          | 83-92 | 61-94 | 79-86   |         |

Victoire 119-118 (85-85) de l'Okapi Aalstar contre Borås Basket après une prolongation.

### Groupe D
| Rang | Équipe            | Pts | J | G | P | Pp  | Pc  | Diff |  | Résultats (dom.\ext.) |        |         |       |       |
| ---- | ----------------- | --- | - | - | - | --- | --- | ---- |  | --------------------- | ------ | ------- | ----- | ----- |
| 1    | Avtodor Saratov   | 11  | 6 | 5 | 1 | 530 | 438 | 92   |  | Avtodor Saratov       |        | 83-75   | 80-75 | 92-73 |
| 2    | BC Astana         | 11  | 6 | 5 | 1 | 492 | 461 | 31   |  | BC Astana             | 75-73  |         | 73-65 | 80-64 |
| 3    | Tofaş Spor Kulübü | 8   | 6 | 2 | 4 | 469 | 504 | -35  |  | Tofaş Spor Kulübü     | 66-101 | 102-106 |       | 84-75 |
| 4    | CSM Oradea        | 6   | 6 | 0 | 6 | 429 | 517 | -88  |  | CSM Oradea            | 74-101 | 74-83   | 69-77 |       |

Victoire 102-106 (93-93) du BC Astana contre Tofaş Spor Kulübü après une prolongation.

### Groupe E
| Rang | Équipe               | Pts | J | G | P | Pp  | Pc  | Diff |  | Résultats (dom.\ext.) |       |       |       |        |
| ---- | -------------------- | --- | - | - | - | --- | --- | ---- |  | --------------------- | ----- | ----- | ----- | ------ |
| 1    | JSF Nanterre         | 11  | 6 | 5 | 1 | 529 | 478 | 51   |  | JSF Nanterre          |       | 88-68 | 80-68 | 102-92 |
| 2    | Belfius Mons-Hainaut | 11  | 6 | 5 | 1 | 489 | 451 | 38   |  | Belfius Mons-Hainaut  | 94-86 |       | 92-63 | 71-62  |
| 3    | Benfica Lisbonne     | 8   | 6 | 2 | 4 | 486 | 519 | -33  |  | Benfica Lisbonne      | 86-96 | 69-79 |       | 107-82 |
| 4    | Joensuun Kataja      | 6   | 6 | 0 | 6 | 479 | 535 | -56  |  | Joensuun Kataja       | 70-77 | 83-85 | 90-93 |        |

### Groupe F
| Rang | Équipe                 | Pts | J | G | P | Pp  | Pc  | Diff |  | Résultats (dom.\ext.)  |       |       |       |        |
| ---- | ---------------------- | --- | - | - | - | --- | --- | ---- |  | ---------------------- | ----- | ----- | ----- | ------ |
| 1    | Trabzonspor Basketball | 12  | 6 | 6 | 0 | 514 | 450 | 64   |  | Trabzonspor Basketball |       | 80-72 | 91-72 | 103-81 |
| 2    | UBC Güssing Knights    | 10  | 6 | 4 | 2 | 477 | 456 | 21   |  | UBC Güssing Knights    | 67-77 |       | 84-77 | 93-84  |
| 3    | U-BT Cluj-Napoca       | 7   | 6 | 1 | 5 | 442 | 478 | -36  |  | U-BT Cluj-Napoca       | 80-81 | 68-81 |       | 64-73  |
| 4    | Atomerőmű SE           | 7   | 6 | 1 | 5 | 454 | 503 | -49  |  | Atomerőmű SE           | 78-82 | 70-80 | 68-81 |        |

Victoire 81-80 (70-70) de Trabzonspor Basketball contre l'U-BT Cluj-Napoca après une prolongation.
Victoire 93-84 (76-76) de UBC Güssing Knights contre Atomerőmű SE après une prolongation.

### Groupe G
| Rang | Équipe                 | Pts | J | G | P | Pp  | Pc  | Diff |  | Résultats (dom.\ext.)  |       |        |        |       |
| ---- | ---------------------- | --- | - | - | - | --- | --- | ---- |  | ---------------------- | ----- | ------ | ------ | ----- |
| 1    | Le Mans Sarthe Basket  | 11  | 6 | 5 | 1 | 478 | 414 | 64   |  | Le Mans Sarthe Basket  |       | 72-66  | 88-74  | 71-52 |
| 2    | Port of Antwerp Giants | 9   | 6 | 3 | 3 | 542 | 514 | 28   |  | Port of Antwerp Giants | 78-87 |        | 92-82  | 98-83 |
| 3    | Pallacanestro Biella   | 9   | 6 | 3 | 3 | 511 | 525 | -14  |  | Pallacanestro Biella   | 82-64 | 97-96  |        | 81-77 |
| 4    | KTP Basket             | 7   | 6 | 1 | 5 | 475 | 553 | -78  |  | KTP Basket             | 62-96 | 93-112 | 108-95 |       |

### Groupe H
| Rang | Équipe               | Pts | J | G | P | Pp  | Pc  | Diff |  | Résultats (dom.\ext.) |       |       |       |       |
| ---- | -------------------- | --- | - | - | - | --- | --- | ---- |  | --------------------- | ----- | ----- | ----- | ----- |
| 1    | Ienisseï Krasnoïarsk | 10  | 6 | 4 | 2 | 575 | 467 | 108  |  | Ienisseï Krasnoïarsk  |       | 86-68 | 95-79 | 87-82 |
| 2    | Uşak Sportif         | 9   | 6 | 3 | 3 | 445 | 458 | -13  |  | Uşak Sportif          | 69-84 |       | 79-69 | 78-59 |
| 3    | KK Šiauliai          | 9   | 6 | 3 | 3 | 493 | 515 | -22  |  | KK Šiauliai           | 93-92 | 75-78 |       | 83-80 |
| 4    | BC Tsmoki-Minsk      | 8   | 6 | 2 | 4 | 473 | 486 | -13  |  | BC Tsmoki-Minsk       | 76-71 | 85-73 | 91-94 |       |

## Last 16
Chaque groupe de ce Last 16 est composé de quatre clubs (deux premiers et deux deuxièmes lors du tour précédent) qui ne se sont pas rencontrés lors de la phase régulière et qui étaient placés dans la même moitié de tableau (A-D ou E-H). Ainsi, dans le groupe I, s'affrontent les premiers des groupes A et C et les deuxièmes des groupes B et D.

### Groupe I
| Rang | Équipe              | Pts | J | G | P | Pp  | Pc  | Diff |  | Résultats (dom.\ext.) |        |       |        |        |
| ---- | ------------------- | --- | - | - | - | --- | --- | ---- |  | --------------------- | ------ | ----- | ------ | ------ |
| 1    | CS Energia Rovinari | 10  | 6 | 4 | 2 | 501 | 498 | 3    |  | CS Energia Rovinari   |        | 67-78 | 90-89  | 93-60  |
| 2    | New Basket Brindisi | 9   | 6 | 3 | 3 | 485 | 445 | 40   |  | New Basket Brindisi   | 76-78  |       | 74-65  | 101-66 |
| 3    | BC Astana           | 9   | 6 | 3 | 3 | 512 | 509 | 3    |  | BC Astana             | 113-89 | 83-75 |        | 77-73  |
| 4    | Okapi Aalstar       | 8   | 6 | 2 | 4 | 475 | 521 | -46  |  | Okapi Aalstar         | 82-84  | 86-81 | 108-85 |        |

Victoire 90-89 (78-78) de CS Energia Rovinari contre BC Astana après une prolongation.

### Groupe J
| Rang | Équipe                | Pts | J | G | P | Pp  | Pc  | Diff |  | Résultats (dom.\ext.) | N     | LM    |       |        |
| ---- | --------------------- | --- | - | - | - | --- | --- | ---- |  | --------------------- | ----- | ----- | ----- | ------ |
| 1    | JSF Nanterre          | 10  | 6 | 4 | 2 | 487 | 434 | 53   |  | JSF Nanterre          |       | 85-68 | 89-86 | 100-67 |
| 2    | Le Mans Sarthe Basket | 10  | 6 | 4 | 2 | 464 | 429 | 35   |  | Le Mans Sarthe Basket | 72-60 |       | 93-60 | 84-63  |
| 3    | UBC Güssing Knights   | 8   | 6 | 2 | 4 | 458 | 471 | -13  |  | UBC Güssing Knights   | 62-82 | 82-65 |       | 91-63  |
| 4    | Uşak Sportif          | 8   | 6 | 2 | 4 | 430 | 505 | -75  |  | Uşak Sportif          | 79-71 | 79-82 | 79-77 |        |

### Groupe K
| Rang | Équipe              | Pts | J | G | P | Pp  | Pc  | Diff |  | Résultats (dom.\ext.) |         |         |         |       |
| ---- | ------------------- | --- | - | - | - | --- | --- | ---- |  | --------------------- | ------- | ------- | ------- | ----- |
| 1    | Francfort Skyliners | 11  | 6 | 5 | 1 | 512 | 471 | 41   |  | Francfort Skyliners   |         | 68-71   | 92-73   | 75-70 |
| 2    | Avtodor Saratov     | 10  | 6 | 4 | 2 | 567 | 546 | 21   |  | Avtodor Saratov       | 103-112 |         | 105-106 | 89-85 |
| 3    | Tartu Ülikool/Rock  | 8   | 6 | 2 | 4 | 457 | 501 | -44  |  | Tartu Ülikool/Rock    | 62-71   | 68-91   |         | 71-64 |
| 4    | SPM Shoeters        | 7   | 6 | 1 | 5 | 496 | 514 | -18  |  | SPM Shoeters          | 92-94   | 107-108 | 78-77   |       |

Victoire 106-105 (94-94) de Tartu Ülikool/Rock contre Avtodor Saratov après une prolongation.
Victoire 108-107 (81-81) de Avtodor Saratov contre SPM Shoeters après deux prolongations.
Victoire 94-92 (70-70) de Francfort Skyliners contre SPM Shoeters après deux prolongations.
Victoire 112-103 (86-86) de Francfort Skyliners contre Avtodor Saratov après deux prolongations.

### Groupe L
| Rang | Équipe                 | Pts | J | G | P | Pp  | Pc  | Diff |  | Résultats (dom.\ext.)  |       |       | A     | M     |
| ---- | ---------------------- | --- | - | - | - | --- | --- | ---- |  | ---------------------- | ----- | ----- | ----- | ----- |
| 1    | Trabzonspor Basketball | 11  | 6 | 5 | 1 | 502 | 456 | 46   |  | Trabzonspor Basketball |       | 90-85 | 89-79 | 76-68 |
| 2    | Ienisseï Krasnoïarsk   | 9   | 6 | 3 | 3 | 516 | 495 | 21   |  | Ienisseï Krasnoïarsk   | 96-82 |       | 85-86 | 83-88 |
| 3    | Port of Antwerp Giants | 9   | 6 | 3 | 3 | 481 | 509 | -28  |  | Port of Antwerp Giants | 72-90 | 78-93 |       | 82-75 |
| 4    | Belfius Mons-Hainaut   | 7   | 6 | 1 | 5 | 435 | 474 | -39  |  | Belfius Mons-Hainaut   | 56-75 | 71-74 | 77-84 |       |

## Quarts de finale
Les quarts de finale se déroulent sous la forme d'une série au meilleur des trois matches. Les quatre premiers de la phase précédente disputent le premier match à domicile puis se déplacent chez leur adversaire lors de la deuxième rencontre. Si nécessaire, une manche décisive se dispute chez la première équipe. Les matches ont eu lieu les 10 et 12 mars 2015, ainsi que le 17 mars pour les matches d'appui.
| Équipe n°1             | Score | Équipe n°2            | Aller | Retour | Appui |
| ---------------------- | ----- | --------------------- | ----- | ------ | ----- |
| Trabzonspor Basketball | 2-0   | Avtodor Saratov       | 94-88 | 100-73 |       |
| CS Energia Rovinari    | 2-1   | Le Mans Sarthe Basket | 84-60 | 68-79  | 79-64 |
| Francfort Skyliners    | 2-1   | Ienisseï Krasnoïarsk  | 77-74 | 68-78  | 85-80 |
| JSF Nanterre           | 2-0   | New Basket Brindisi   | 80-68 | 77-72  |       |

## Final Four
|  | Demi-finales           | Demi-finales          |                        |    | Finale                | Finale                |
|  | Demi-finales           | Demi-finales          |                        |    | Finale                | Finale                |
|  |                        |                       |                        |    |                       |                       |
|  | 24 avril , 18:00 CEST  | 24 avril , 18:00 CEST |                        |    | 26 avril , 18:00 CEST | 26 avril , 18:00 CEST |
|  | 24 avril , 18:00 CEST  | 24 avril , 18:00 CEST |                        |    | 26 avril , 18:00 CEST | 26 avril , 18:00 CEST |
|  | CS Energia Rovinari    | 63                    |                        |    | 26 avril , 18:00 CEST | 26 avril , 18:00 CEST |
|  | CS Energia Rovinari    | 63                    |                        |    | 26 avril , 18:00 CEST | 26 avril , 18:00 CEST |
|  | Trabzonspor Basketball | 83                    |                        |    | 26 avril , 18:00 CEST | 26 avril , 18:00 CEST |
|  | Trabzonspor Basketball | 83                    | Trabzonspor Basketball | 63 |                       |                       |
|  | 24 avril , 15:30 CEST  |                       | Trabzonspor Basketball | 63 |                       |                       |
|  |                        | JSF Nanterre          | 64                     |    |                       |                       |
|  | JSF Nanterre           | JSF Nanterre          | 64                     | 84 |                       |                       |
|  | JSF Nanterre           |                       |                        | 84 |                       |                       |
|  | Francfort Skyliners    | 79                    |                        |    |                       |                       |
|  | Francfort Skyliners    | 79                    | Match pour la 3e place |    |                       |                       |
|  |                        |                       |                        |    |                       |                       |
|  | 26 avril , 15:30 CEST  |                       |                        |    |                       |                       |
|  |                        |                       |                        |    |                       |                       |
|  | CS Energia Rovinari    | 83                    |                        |    |                       |                       |
|  | CS Energia Rovinari    | 83                    |                        |    |                       |                       |
|  | Francfort Skyliners    | 80                    |                        |    |                       |                       |
|  | Francfort Skyliners    | 80                    |                        |    |                       |                       |

### Demi-finale
| 24 avril 2015 15 h 30 CEST | Rapport | Nanterre                                                        | 84–79                               | Francfort                                                                |  | Hayri Gur Spor Salonu, Trabzon Affluence : 1 354 Arbitres : Manuel Mazzoni Georgios Poursanidis Milan Nedovic | L'Équipe 21 |
| 24 avril 2015 15 h 30 CEST | Rapport | Score par quart-temps : 27-18, 18-19, 19-24, 20-18              |                                     |                                                                          |  | Hayri Gur Spor Salonu, Trabzon Affluence : 1 354 Arbitres : Manuel Mazzoni Georgios Poursanidis Milan Nedovic | L'Équipe 21 |
| 24 avril 2015 15 h 30 CEST | Rapport | Score par mi-temps : 45-37, 39-42                               |                                     |                                                                          |  | Hayri Gur Spor Salonu, Trabzon Affluence : 1 354 Arbitres : Manuel Mazzoni Georgios Poursanidis Milan Nedovic | L'Équipe 21 |
| 24 avril 2015 15 h 30 CEST | Rapport | Kyle Weems 25 Mouhammadou Jaiteh 8 Jamal Shuler 7 Kyle Weems 27 | Points Rebonds Passes d. Évaluation | Sean Armand 19 Q. Robertson, M. Morrison 8 Justin Cobbs 5 Sean Armand 22 |  | Hayri Gur Spor Salonu, Trabzon Affluence : 1 354 Arbitres : Manuel Mazzoni Georgios Poursanidis Milan Nedovic | L'Équipe 21 |

| 24 avril 2015 18 h 00 CEST | Rapport | Târgu Jiu                                                                | 63–83                               | Trabzonspor                                                 |  | Hayri Gur Spor Salonu, Trabzon Affluence : 6 650 Arbitres : Neil Wilkinson Fernando Calatrava Cuevas Gellert Kapitany | ATV |
| 24 avril 2015 18 h 00 CEST | Rapport | Score par quart-temps : 22-17, 9-22, 18-19, 14-25                        |                                     |                                                             |  | Hayri Gur Spor Salonu, Trabzon Affluence : 6 650 Arbitres : Neil Wilkinson Fernando Calatrava Cuevas Gellert Kapitany | ATV |
| 24 avril 2015 18 h 00 CEST | Rapport | Score par mi-temps : 31-39, 32-44                                        |                                     |                                                             |  | Hayri Gur Spor Salonu, Trabzon Affluence : 6 650 Arbitres : Neil Wilkinson Fernando Calatrava Cuevas Gellert Kapitany | ATV |
| 24 avril 2015 18 h 00 CEST | Rapport | Giordan Watson 15 Nemanja Milošević 5 Giordan Watson 4 Giordan Watson 18 | Points Rebonds Passes d. Évaluation | Dwight Hardy 26 Kaloyan Ivanov 9 Dee Bost 4 Dwight Hardy 27 |  | Hayri Gur Spor Salonu, Trabzon Affluence : 6 650 Arbitres : Neil Wilkinson Fernando Calatrava Cuevas Gellert Kapitany | ATV |

### Match pour la3eplace
| 26 avril 2015 15 h 30 CEST | Rapport | Târgu Jiu                                                                 | 83–80                               | Francfort                                                                        |  | Hayri Gur Spor Salonu, Trabzon Affluence : 3 000 Arbitres : Georgios Poursanidis Fernando Calatrava Cuevas Rain Peerandi | ATV |
| 26 avril 2015 15 h 30 CEST | Rapport | Score par quart-temps : 20-13, 16-21, 19-22, 28-24                        |                                     |                                                                                  |  | Hayri Gur Spor Salonu, Trabzon Affluence : 3 000 Arbitres : Georgios Poursanidis Fernando Calatrava Cuevas Rain Peerandi | ATV |
| 26 avril 2015 15 h 30 CEST | Rapport | Score par mi-temps : 36-34, 47-46                                         |                                     |                                                                                  |  | Hayri Gur Spor Salonu, Trabzon Affluence : 3 000 Arbitres : Georgios Poursanidis Fernando Calatrava Cuevas Rain Peerandi | ATV |
| 26 avril 2015 15 h 30 CEST | Rapport | Giordan Watson 18 Nemanja Milošević 10 Giordan Watson 6 Giordan Watson 25 | Points Rebonds Passes d. Évaluation | Johannes Voigtmann 21 Johannes Voigtmann 11 Justin Cobbs 4 Johannes Voigtmann 21 |  | Hayri Gur Spor Salonu, Trabzon Affluence : 3 000 Arbitres : Georgios Poursanidis Fernando Calatrava Cuevas Rain Peerandi | ATV |

### Finale
| 26 avril 2015 18 h 00 CEST | Rapport | Trabzonspor                                                        | 63–64                               | Nanterre                                                                                            |  | Hayri Gur Spor Salonu, Trabzon Affluence : 7 500 Arbitres : Neil Wilkinson Manuel Mazzoni Milan Nedovic | ATV L'Équipe 21 |
| 26 avril 2015 18 h 00 CEST | Rapport | Score par quart-temps : 17-19, 11-18, 19-16, 16-11                 |                                     | |  | Hayri Gur Spor Salonu, Trabzon Affluence : 7 500 Arbitres : Neil Wilkinson Manuel Mazzoni Milan Nedovic | ATV L'Équipe 21 |
| 26 avril 2015 18 h 00 CEST | Rapport | Score par mi-temps : 28-37, 35-27                                  |                                     | |  | Hayri Gur Spor Salonu, Trabzon Affluence : 7 500 Arbitres : Neil Wilkinson Manuel Mazzoni Milan Nedovic | ATV L'Équipe 21 |
| 26 avril 2015 18 h 00 CEST | Rapport | Dwight Hardy 16 Novica Velickovic 7 Dwight Hardy 6 Dwight Hardy 18 | Points Rebonds Passes d. Évaluation | T. J. Campbell 15 Mouhammadou Jaiteh 7 T. J. Campbell, K. Weems, J. Nzeulie 3 Mouhammadou Jaiteh 20 |  | Hayri Gur Spor Salonu, Trabzon Affluence : 7 500 Arbitres : Neil Wilkinson Manuel Mazzoni Milan Nedovic | ATV L'Équipe 21 |

## MVP par journée
Les MVP sont désignés sur le critère de la meilleure évaluation personnelle réalisée.

### Saison régulière
| Journée | Joueur            | Équipe                 | Éval. |
| ------- | ----------------- | ---------------------- | ----- |
| 1       | Sean Marshall     | Trabzonspor Basketball | 33    |
| 2       | J'Covan Brown     | BC Astana              | 36    |
| 3       | LaMonte Ulmer     | KTP Basket             | 34    |
| 4       | Christian Maråker | Borås Basket           | 39    |
| 5       | Travis Peterson   | Avtodor Saratov        | 35    |
| 6       | Stefan Wessels    | SPM Shoeters Den Bosch | 43    |

### Last 16
| Journée | Joueur            | Équipe              | Éval. |
| ------- | ----------------- | ------------------- | ----- |
| 1       | Kyle Weems        | JSF Nanterre        | 39    |
| 2       | Jerry Johnson     | BC Astana           | 37    |
| 3       | Travis Taylor     | UBC Güssing Knights | 32    |
| 4       | Nik Caner-Medley  | BC Astana           | 28    |
| 5       | Courtney Fortson  | Avtodor Saratov     | 42    |
| 6       | DeAndre Kane      | Antwerp Giants      | 37    |
| 6       | Quantez Robertson | Francfort Skyliners | 37    |

### Quarts de finale
| Journée | Joueur             | Équipe               | Éval. |
| ------- | ------------------ | -------------------- | ----- |
| 1       | Nemanja Milošević  | CS Energia Rovinari  | 33    |
| 2       | Kyrylo Fesenko     | Avtodor Saratov      | 22    |
| 2       | Mykal Riley        | JSF Nanterre         | 22    |
| 2       | Terrico White      | Ienisseï Krasnoïarsk | 22    |
| 3       | Johannes Voigtmann | Francfort Skyliners  | 33    |

### Final Four
| Journée  | Joueur             | Équipe              | Éval. |
| -------- | ------------------ | ------------------- | ----- |
| Demies   | Kyle Weems         | JSF Nanterre        | 27    |
| Demies   | Dwight Hardy       | Trabzonspor         | 27    |
| 3e place | Giordan Watson     | CS Energia Rovinari | 25    |
| Finale   | Mouhammadou Jaiteh | JSF Nanterre        | 20    |